# Megastomatohyla mixomaculata
La rana arbórea jaspeada (Megastomatohyla mixomaculata) es una especie de anfibios de la familia Hylidae. Es endémica de México.
Sus hábitats naturales incluyen montanos secos y ríos intermitentes. Está amenazada de extinción por la destrucción de su hábitat natural.